# Pound (Wisconsin)
Pound és una població dels Estats Units a l'estat de Wisconsin. Segons el cens del 2000 tenia 355 habitants.

## Demografia
Segons el cens del 2000, Pound tenia 355 habitants, 149 habitatges, i 89 famílies. La densitat de població era de 167,2 habitants per km².
Dels 149 habitatges en un 32,2% hi vivien nens de menys de 18 anys, en un 48,3% hi vivien parelles casades, en un 8,7% dones solteres, i en un 39,6% no eren unitats familiars. En el 30,9% dels habitatges hi vivien persones soles el 12,8% de les quals corresponia a persones de 65 anys o més que vivien soles. El nombre mitjà de persones vivint en cada habitatge era de 2,38 i el nombre mitjà de persones que vivien en cada família era de 3,11.
Per edats la població es repartia de la següent manera: un 27,3% tenia menys de 18 anys, un 9% entre 18 i 24, un 33,2% entre 25 i 44, un 20% de 45 a 60 i un 10,4% 65 anys o més.
L'edat mediana era de 34 anys. Per cada 100 dones de 18 o més anys hi havia 98,5 homes.
La renda mediana per habitatge era de 32.692 $ i la renda mediana per família de 40.938 $. Els homes tenien una renda mediana de 27.232 $ mentre que les dones 18.438 $. La renda per capita de la població era de 16.890 $. Aproximadament el 9,6% de les famílies i el 12% de la població estaven per davall del llindar de pobresa.

## Poblacions més properes
El següent diagrama mostra les poblacions més properes.